# Nila Ahmadi
Nila Ahmadi (8 de marzo de 1989) es una deportista afgana que compitió en taekwondo. Ganó una medalla de bronce en el Campeonato Asiático de Taekwondo de 2012 en la categoría de –53 kg.

## Palmarés internacional
| Campeonato Asiático | Campeonato Asiático          | Campeonato Asiático | Campeonato Asiático |
| Año                 | Lugar                        | Medalla             | Categoría           |
| ------------------- | ---------------------------- | ------------------- | ------------------- |
| 2012                | Ciudad Ho Chi Minh (Vietnam) | Medalla de bronce   | –53 kg              |